# Jeremy Antonisse
Jeremy Antonisse, né le 29 mars 2002 à Rosmalen, est un footballeur international curacien qui évolue au poste d'ailier gauche au Moreirense FC.

## Biographie
Jeremy Antonisse est né à Rosmalen, dans le Brabant-Septentrional, commençant à jouer au foot à l'OJC Rosmalen, dans sa ville natale.

### Carrière en club
Arrivé dans le centre de formation du PSV Eindhoven en 2010, Antonisse signe son premier contrat professionnel avec les Boeren en août 2019, le liant au club jusqu'à l'été 2022,.
Le 30 novembre 2020, il fait ses débuts professionnels avec le Jong PSV lors d'une défaite 1-0 en deuxième division contre le SC Cambuur.
Devenu un titulaire régulier avec l'équipe reserve du PSV, Jeremy Antonisse fait également ses débuts avec l'équipe première le 26 janvier 2021, entrant en jeu lors de la victoire 2-0 des siens en championnat chez le FC Emmen.

### Carrière en sélection
Antonisse est international néerlandais avec les moins de 17 ans, avec qui il joue plusieurs matchs amicaux,. Le 16 octobre 2019, il est également nommé parmi les réservistes néerlandais pour la Coupe du monde des moins de 17 ans 2019, sans toutefois finalement prendre part aux phases finales.
D'origine curacienne, et ainsi éligible pour la sélection de la nation du royaume des Pays-Bas. Il reçoit ainsi sa première convocation avec l'équipe de Curaçao en mars 2021, pour les matches de qualification à la Coupe du monde contre Saint-Vincent-et-les Grenadines et Cuba, faisant ses débuts pour Los Azules le 25 mars 2021 contre l'équipe de Saint-Vincent.

## Palmarès
| PSV Eindhoven - Eredivisie - Vice-champion en 2020-21 |